# متیل‌کبالامین
متیل‌کبالامین (mecobalamin, MeCbl یا MeB۱۲) یک کبالامین و یک شکل از ویتامین B۱۲ است. تفاوت آن با سیانوکبالامین در این است که گروه سیانو بر روی کبالت با یک گروه متیل جایگزین شده‌است. متیل کوبالامین دارای یک مرکز کبالت(III) هشت وجهی است و به صورت بلورهای قرمز روشن قابل فرآوری است. از دیدگاه شیمی کمپلکس‌ها، متیل کبالامین به عنوان یک نمونه نادر از ترکیباتی که حاوی پیوندهای فلز-آلکیل است، مورد توجه می‌باشد.
متیل‌کبالامین از نظر فیزیولوژیکی معادل با ویتامین B۱۲  بوده و می‌تواند از آن برای پیشگیری یا درمان بیماری‌های ناشی از کمبود ویتامین B۱۲ استفاده شود.
همچنین متیل کبالامین در درمان نوروپاتی محیطی، نوروپاتی دیابتی و به عنوان درمان مقدماتی اسکلروز جانبی آمیوتروفیک استفاده می‌شود.

## تولید

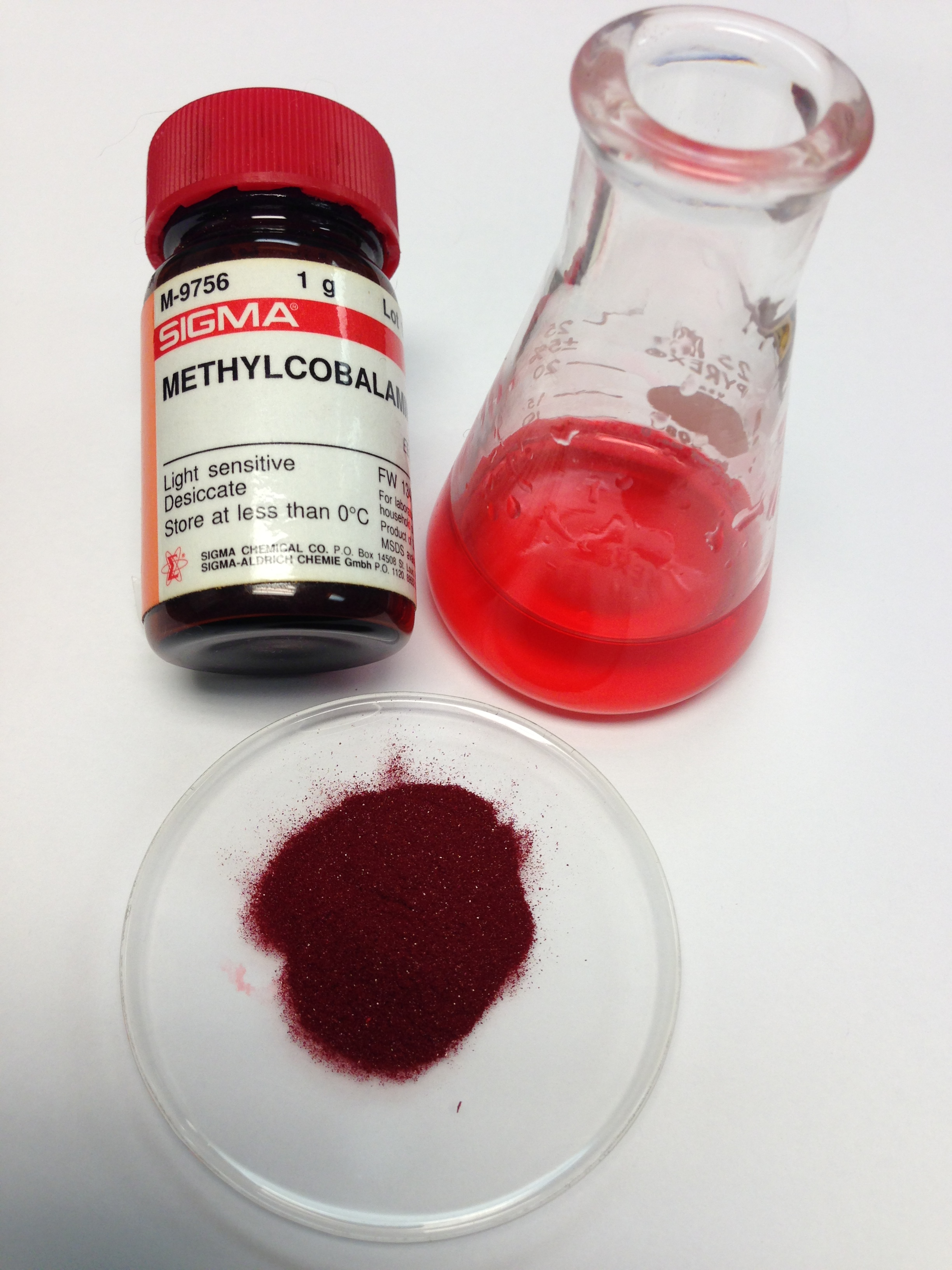
متیل‌کبالامین از نظر ظاهری به صورت بلورهایی به رنگ قرمز تیره دیده می‌شود و با حل شدن در آب، محلول شفاف به رنگ گیلاس تشکیل می‌دهد.

این ماده به صورت آزمایشگاهی با کاهش سیانوکبالامین با سدیم بوروهیدرید در محلول قلیایی و به دنبال آن افزودن متیل یدید، تهیه می‌شود. 